# إستيبان مونيوث
إستيبان مونيوث (بالإسبانية: Esteban Muñoz)‏ هو لاعب كرة قدم إسباني، ولد في 27 ديسمبر 1984 في مدينة ميورقة في إسبانيا. لعب مع نادي كونستانسيا.

## وصلات خارجية
- إستيبان مونيوث على موقع قاعدة بيانات كرة القدم.إي يو (الإنجليزية)
- إستيبان مونيوث على موقع Soccerway.com (الإنجليزية)